# داريا أنطونيوك
داريا سيرجيفنا أنتونيوك (بالروسية: Да́рья Серге́евна Антоню́к)‏ (مواليد 25 يناير 1996) ، والمعروفة أيضًا باسم داريا أنتونيوك ، مغنية روسية. هي الفائزة في الموسم الخامس من النسخة الروسية من "ذا فويس".
في 30 ديسمبر 2016 ، تم إعلان فوز أنطونيوك في الموسم الخامس من ذا فويس. دربها الموسيقي الروسي ليونيد أجوتين طوال فترة عرضها في العرض.

## روابط خارجية
- داريا أنطونيوك على إنستغرام
- داريا أنطونيوك على يوتيوب ميوزيك
- داريا أنطونيوك على سبوتيفاي
- داريا أنطونيوك على أبل ميوزك